# インスタント・レコード
インスタント・レコード (Instant Records)は、米国ルイジアナ州ニューオーリンズにかつて存在した独立系レコード・レーベル。1961年にジョー・バナシャクとアーヴィン・スミスによって設立された。バナシャクは1959年にミニット・レコードを立ち上げていたが、同レーベルがインペリアル・レコードと締結した配給契約に対するバナシャクの不満が新たなレーベルを立ち上げるきっかけとなった。
設立時の名称はヴァリアント・レコード(Valiant Records)だったが、同名の別のレコード会社から訴訟を起こされそうになったため、インスタント・レコードへの改名を余儀なくされた。インスタントに所属したアーティストで、最も大きな成功を収めたのはクリス・ケナーだった。ケナーは"I Like It Like That" (1961年)と"Land of 1000 Dances (ダンス天国)" (1962年)をインスタントからリリースし、大ヒットさせている。
インスタントのレコードのいくつかは、アトランティック・レコードを通じて配給されている。
スキップ・イースタリングは、ウィリー・ディクソン作の"I’m Your Hoochie Coochie Man"(イースタリングのバージョンの綴りは"Koochie")をカバーし、1970年にインスタントからリリースして自身最大のヒット曲となったが、レーベルとしてのヒット曲はこれが最後となった。
その他、インスントからはアート・ネヴィル、チャック・カーボ、アーニー・ケイドー、ヒューイ・"ピアノ"・スミス(ピターパッツ、ヒューイズ含む)などのアーティストがレコードを出している。